# 特雷布雷峰
特雷布雷峰（英語：Treble Peak），是南極洲的山峰，位於南喬治亞群島，處於福圖納灣以東，海拔高度約610米，在1929年由英國研究隊繪入地圖和命名，由英國海外領土管轄。